# Henry Moodie

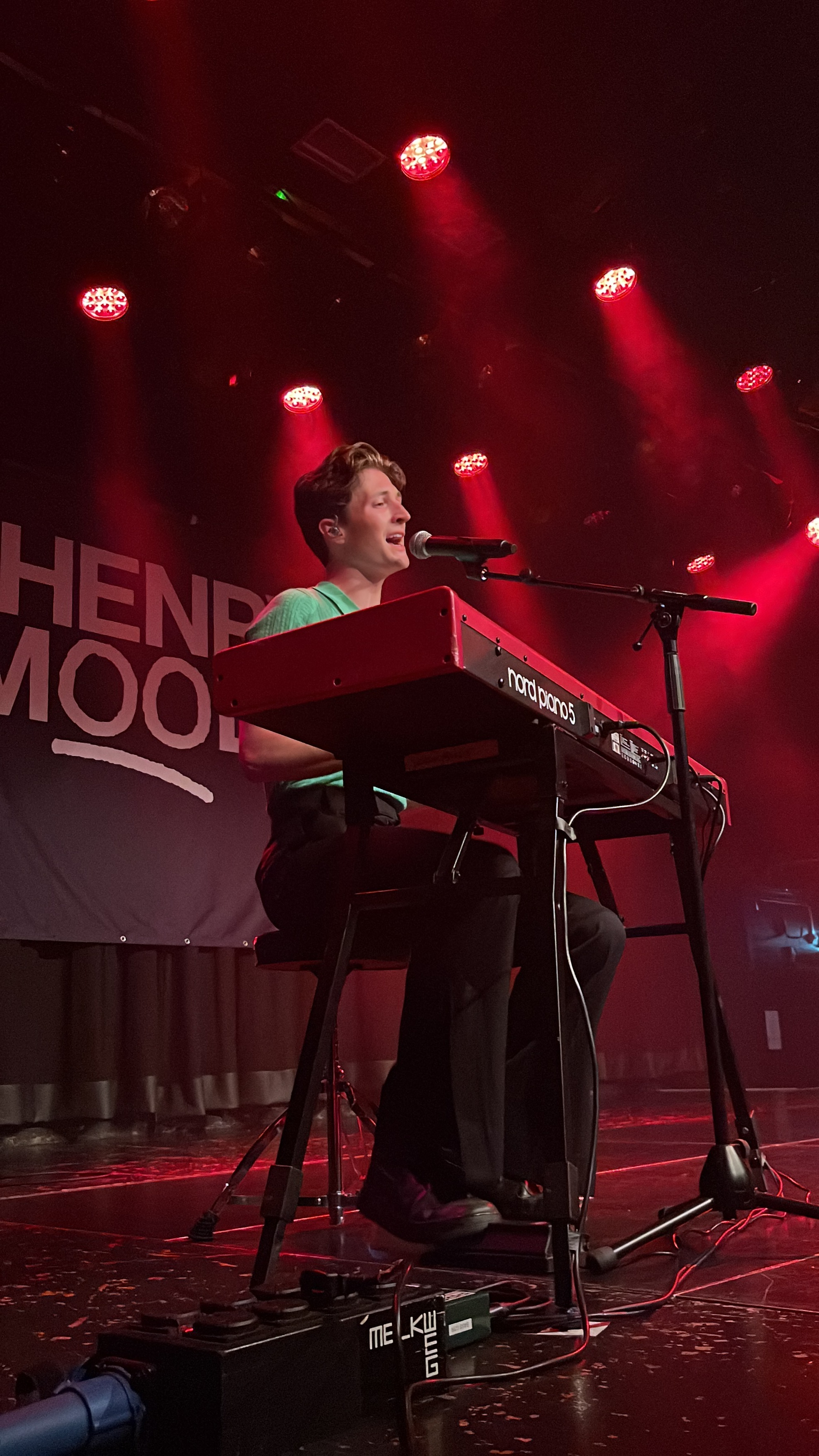
Henry Moodie in Amsterdam (2023)

Henry James Moodie is een Britse popzanger-songwriter die vanaf 2022 succesvol werd op TikTok. Henry begon al sinds 2019 met het regelmatig posten van TikTok video's.

## Jeugd
Henry James Moodie werd geboren in Guildford. Hij groeide op met zijn zus Abby. Op 11-jarige leeftijd begon hij zijn eigen liedjes te schrijven. Op 14-jarige leeftijd ging hij in het weekend naar sessies voor het schrijven van liedjes in Londen.
Op 16-jarige leeftijd stopte hij met school om in een band te spelen en een cursus songwriting te volgen in Fullham. Voordat hij zijn eigen nummers uitbracht, plaatste hij eerst covers op TikTok en andere internetplatformen.

## Discografie

### Extended plays
- In All of My Lonely Nights (2024)
- Good Old Days (2024)

### Singles
| Titel                                                             | Jaar | Piek | Piek | Piek | Piek | Piek | Piek | Album                      |
| Titel                                                             | Jaar | UK   | IDN  | MYS  | SGP  | SWE  | SWI  | Album                      |
| ----------------------------------------------------------------- | ---- | ---- | ---- | ---- | ---- | ---- | ---- | -------------------------- |
| "You Were There for Me"                                           | 2022 | 38   | —    | —    | —    | 95   | 24   | In All of My Lonely Nights |
| "Drunk Text"                                                      | 2023 | 53   | 1    | 1    | 17   | —    | —    | In All of My Lonely Nights |
| "Eighteen"                                                        | 2023 | —    | —    | —    | —    | —    | —    |                            |
| "Pick Up the Phone"                                               | 2023 | 87   | —    | —    | —    | —    | —    | In All of My Lonely Nights |
| "Closure"                                                         | 2023 | —    | —    | —    | —    | —    | —    | In All of My Lonely Nights |
| "Fight or Flight"                                                 | 2023 | —    | —    | —    | —    | —    | —    | In All of My Lonely Nights |
| "Orbit"                                                           | 2023 | —    | —    | —    | —    | —    | —    | In All of My Lonely Nights |
| "Beat Up Car"                                                     | 2024 | —    | —    | —    | —    | —    | —    | Good Old Days              |
| "Bad Emotions"                                                    | 2024 | —    | —    | —    | —    | —    | —    | Good Old Days              |
| "Right Person, Wrong Time"                                        | 2024 | —    | —    | —    | —    | —    | —    | Good Old Days              |
| "Good Old Days"                                                   | 2024 | —    | —    | —    | —    | —    | —    | Good Old Days              |
| "__" geeft aan dat de release niet op de hitlijsten terecht kwam. |      |      |      |      |      |      |      |                            |